# Liste des seigneurs de Preuilly
Voici la liste des seigneurs, puis barons de Preuilly en Touraine,, aujourd'hui dénommé Preuilly-sur-Claise (Indre-et-Loire), dans la région Centre, en France (de père en fils sauf mention contraire). Azay-le-Ferron relevait de la baronnie de Preuilly, 1re baronnie de Touraine.

## Seigneurs de Preuilly

Blason de la Maison de Preuilly

- Après 885-905 : Atto Ier de Preuilly, avoué de St-Martin de Tours et vicomte de Tours (son fils Atto II perd cette vicomté au profit du comte de Blois Thibaut l'Ancien) ; son frère Hardrad est vicomte d'Angers jusque vers 898, remplacé alors par Foulques le Roux
- 905-Entre 930 et 962 : Atto II de Preuilly, qui construit le château de Preuilly ou du Lion ; époux d'Emma/Sininna
- Autour de 962 : Fuculfe de Preuilly, seigneur du Lion (alias de Mauléon, Mon(t)léon, Mon(t)lion) ; le château de Preuilly est désigné dès cette époque comme le château du Lion ou des Lions : cf. POP ; on trouve aussi un château de ce nom à Chauvigny, d'abord propriété des Oger — la Tour Oger— puis des Montléon de Touraine, intimement liés aux Preuilly)
- Avant 1000-1008 : Effroy de Preuilly, aussi seigneur de Bossay et de La Roche-Posay. Il a pour épouse Béatrix d'Issoudun
- 1008-Après 1024 : Gausbert/Godebert/Joubert Ier de Preuilly ou Godebert
- Après 1024-Après 1030 : Geoffroy Ier de Preuilly, son frère cadet ; mari d'Almod(i)e/Almodis/Ameline/Aveline ?
- Après 1030-5 avril 1067 : Geoffroy II de Preuilly, fils du précédent ; époux d'Almod(i)e/Almodis/Ameline/Aveline de Blois ?
- À partir du 5 avril 1067 : Gausbert II de Preuilly ou Godebert/Gauzbert, son frère cadet, comme tuteur de son neveu Geoffroi III qui suit
- Jusqu'en 1103 : Geoffroy III de Preuilly (II de Vendôme) dit Jourdain, neveu du précédent et fils de Geoffroi II de Preuilly, comte de Vendôme par son mariage avec Euphrosine de Nevers-Vendôme : d'où la suite des comtes puis ducs de Vendôme par leur fils aîné Geoffroy III Grisegonelle. Mort en Palestine, à la bataille de Rames en 1103[3]. Une de ses sœurs épouse Thibaut des Roches-Corbon.

## Barons de Preuilly(de la Maison de Preuilly)

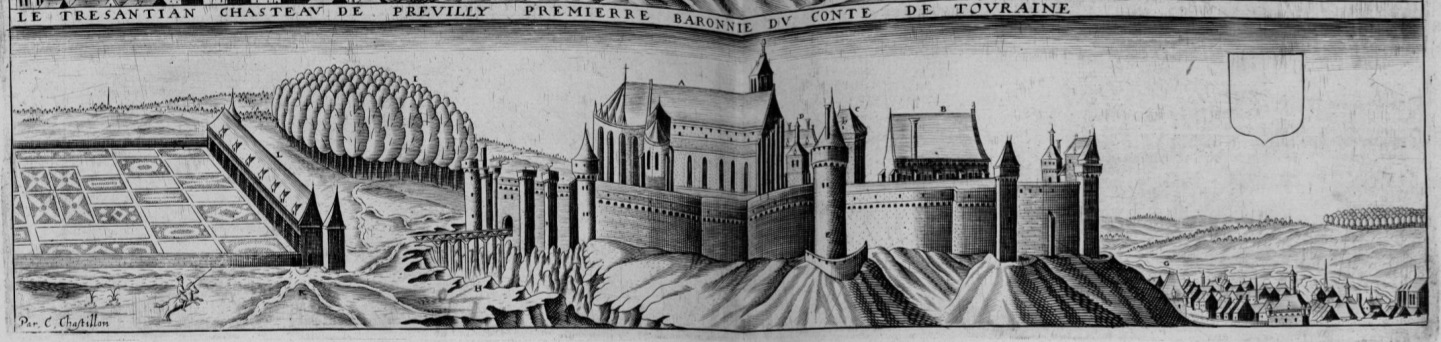
Château de Preuilly, Première baronnie du comté de Touraine

- 1103-1115 : Eschivard Ier de Preuilly de Vendôme, fils cadet du précédent, frère du comte Geoffroi Grisegonelle de Vendôme, de l'archevêque Engebaud (évêque en 1146-1157), de Vulgrin (souche des seigneurs de Bourguérin-au-Perche ?) ; sire de Preuilly, Bossay, La Roche-Posay, La Guerche
- 1115-Après 1130 : Pierre Ier Montrabel de Preuilly, vaincu par Foulques V d'Anjou qui rase son château (reconstruit vers 1130). Les Preuilly sont vers cette époque parmi les fondateurs de la Merci-Dieu de La Roche-Posay. Frère de Béatrice de Preuilly qui épouse Aimeri Sennebaud du Blanc
- Après 1130-1173:  Pierre II Montrabel de Preuilly, x Aénor/Eléonore de Mauléon. Son frère cadet Gausbert hérite de La Guerche et marie Adélaïde/Adèle de Vendôme dame du Bouchet (seigneurie réunissant Nourray et Lancé en Vendômois ; elle est donnée peut-être comme fille de Barthélemy de Vendôme-Preuilly, un frère puîné d'Echivard Ier et du comte Geoffroi Grisegonelle, fl. en 1120, 1130 et † croisé vers 1145, ou bien plutôt comme la fille de Barthélemi Le Riche/des Fulchérides vicomtes de Vendôme) : d'où Jeanne, dame de La Guerche et du Bouchet-en-Vendômois, qui épouse 1° Hugues V Callidus de Châteaudun et 2° Robert Ier d'Alençon.
- 1173-1218 : Eschivard II de Preuilly, marié à Mahaut/Mathilde Turpin. Sa sœur Agathe de Preuilly épouse Bérard, vicomte de Brosse
- 1218-Après 1223 : Geoffroy IV Eschivard de Preuilly, mari de Lucie (probablement de Montmorillon). Son frère cadet Josbert est sire de La Roche-Posay
- Après 1223-1265 : Eschivard III de Preuilly. Son frère puîné Jourdain a des droits sur Montmorillon et est seigneur d'Autrèche et Montreuil par son mariage avec Alice de Montléon ; leur sœur Jeanne de Preuilly épouse René de Beauvau, sénéchal ou connétable de Naples, † 1266
- 1265-1285 : Geoffroy V de Preuilly, marié à Marguerite. Sa sœur Agathe marie Jean II de Prie-Buzançais, † 1317
- 1285-1320 : Eschivard IV de Preuilly, marié à Marguerite, dame de Cingé et d'Azay-le-Ferron, fille de Guy III Turpin de Crissé. Son frère Josbert de Preuilly est seigneur du Bois près d'Azay-le-Ferron ; leur sœur Jeanne de Preuilly marie Guillaume Maingot de Surgères
- 1320-1349 : Eschivard V de Preuilly, marié à Isabeau de Montgeron. Son frère Pierre-André est seigneur d'Azay-le-Ferron. Leurs sœurs Marguerite et Jeanne de Preuilly épousent respectivement Jean fils de Geoffroi de Pierre-Buffière, et Bernard-Robert sire de Saint-Jal, deux seigneurs du Limousin
- 1349-1407 : Eschivard VI de Preuilly, x 3° Sarrazine fille de Jean V de Prie de Buzançais
- 1407-1412 : Gilles de Preuilly, fils d'Eschivard VI. Marié à Marguerite fille héritière de Guillaume de Naillac sieur du Blanc et vicomte de Bridiers, il appartient au camp des Armagnacs en lutte contre les Bourguignons
- 1412-1419 : Antoine de Preuilly, † en 1425 mais dépouillé de Preuilly dès 1419 au profit de son neveu par alliance Jacques Pot, par une décision de Charles VI ; frère cadet de Gilles de Preuilly et mari de Jeanne de Lignières (d'où Pierre, † jeune) ; Gilles et Antoine sont les frères de Louise de Preuilly dame de La Roche-Posay, née vers 1396 et † en 1474, qui épouse vers 1410 Geoffroy de Chasteigner, † 1424
- 1419-1421 : Jacques Pot, † 1458, fils de Régnier Pot et époux sans postérité de Marie de Preuilly — † 1421, fille aînée de Gilles — en conflit de succession avec son oncle Antoine de Preuilly[Note 1]
- 1421-13 août 1445 : Marguerite de Preuilly — † 1445, deuxième fille de Gilles — et son époux Pierre Frotier détiennent la baronnie. Une sœur cadette de Marie et Marguerite, Jeanne de Preuilly, épouse Raoul VI de Gaucourt, Grand-maître de France, † 1462.

## Barons de Preuilly (ne portant plus ce nom de famille)
- 13 août 1445-1459 : Pierre Frotier, baron de Preuilly, compagnon d'armes du roi Charles VII[Note 2],[4] (la branche issue de son frère Colin continue les Frotier bien au-delà de sa propre descendance éteinte dans les mâles avec son arrière-petit-fils Jean ci-dessous, † vers 1534)
- 1459-1487 : Prégent Frotier, baron de Preuilly et du Blanc, vicomte de Bridiers, fils de Pierre Frotier et de Marguerite de Preuilly. Il épouse Isabeau de Billy. Son frère aîné Georges Frotier, prédécédé, avait été fiancé en 1435 à Marguerite d'Amboise
- 1487-1502 : Grisegonnelle Frotier, baron de Preuilly, fils de Prégent Frotier. Il épouse Françoise d'Amboise de Bussy, fille de Jean IV d'Amboise de Reynel, remariée veuve à François de Volvire de Ruffec. Sa fratrie comprend sans doute Pierre (II) sire d'Azay-le-Ferron (mari de Charlotte du Bois, d'où Madeleine et Renée Frotier ci-dessous), Jeanne/Renée (x 1495 Léonnet Taveau de Morthemer sire de Lussac et du Bouchet-en-Brenne : d'où Renée Taveau, x François de Rochechouart-Mortemart), et Isabelle/Isabeau Frotier (x Guillaume de Varye de L'Isle-Savary) (mais pour La Thaumassière[5] Pierre (II), Renée et Isabeau seraient des enfants de Grisegonnelle, donc dans la fratrie de Jean Frotier qui suit)
- 1502-vers 1529 : Jean Frotier, † 1534, baron de Preuilly, fils de Grisegonnelle Frotier. Il épouse Louise de Reillac de Brigueil, avec laquelle il a une fille unique, Jeanne Frotier, mariée à Jean de Fontenay, sire de St-Clet/St-Clair et de St-Gatien/St-Cassien en Loudunois (d'où semble-t-il Anne de Fontenay dame du Rivau, femme de Pierre de Beauvau de La Bessière/Beschère - à Deux-Evailles - souche des Beauvau du Rivau). La baronnie de Preuilly est vendue vers 1529 à Louis de Clermont-Gallerande
- vers 1529 : Louis de Clermont d'Anjou-Gallerande, baron de Preuilly par acquisition[6].
- vers 1536 : Christophe du Genest, seigneur de Preuilly. Il épouse Madelaine Frotier, fille de Pierre (II) Frotier d'Azay-le-Ferron et de Charlotte du Bois. Il règne sur une partie seulement de la baronnie
- vers 1540 : Raymond de Hallebroche, seigneur de Preuilly, époux de Renée Frotier fille de Pierre (II) et de Charlotte du Bois. Il vend ses droits limités sur la baronnie à Charles de La Rochefoucaud-Barbezieux (fils d'Antoine de La Rochefoucauld-Barbezieux et d'Antoinette d'Amboise, nièce de Charles II et héritière finale de la maison de Chaumont d'Amboise).

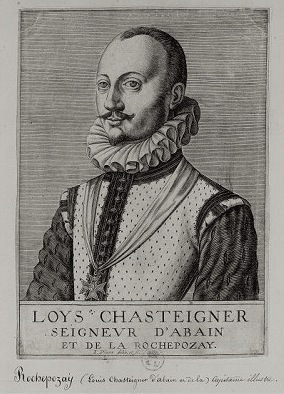
Louis Chasteigner, baron de Preuilly (1535-1595)

- 1544 : François de Vendôme (-Montoire), vidame de Chartres et prince de Chabanais, devient baron de Preuilly. C'est un descendant en lignée féminine de Geoffroy III de Preuilly, comte de Vendôme. Il épouse Jeanne de Madaillan d'Estissac. Il partage la baronnie avec Jean III Chasteigner (1489-1567), seigneur de La  Roche-Posay, arrière-petit-fils de Geoffroy de Chasteigner et Louise de Preuilly ci-dessus.
- 1567 : François de Chasteigner, seigneur de la Roche-Posay, fils de Jean III ci-dessus.
- 1579 : René Chasteigner, son fils, seigneur de la Roche-Posay.
- 1588-1595 : Louis Chasteigner, son oncle, frère cadet de François, baron de Preuilly, seigneur de la  Roche-Posay, réunit de nouveau l'ensemble de la baronnie[7]. Il a épousé Claude Du Puy du Coudray.
- 1595-1607 : Jean IV Chasteigner, son fils, baron de Preuilly, seigneur de la  Roche-Posay.
- 1607-1614 : César de Vendôme, fils naturel d'Henri IV (de Bourbon-Vendôme) et descendant des anciens Preuilly-Vendôme, acquiert la baronnie de la famille Chasteigner[8].
- 1614-16 ? : Louis II de Crévant d'Humières, fils de Louis Ier de Crevant et de Jacquette de Reilhac — fille de François Ier de Reilhac de Brigueil et nièce de Louise de Reillac x Jean Frotier ci-dessus — époux de Jacqueline, fille de Jacques d'Humières d'Ancre ; seigneur d'Azay-le-Ferron et de Cingé, Vicomte de Brigueil par sa mère, acquiert la terre de Preuilly de César de Vendôme.
- 16 ?-1648 : Louis III de Crévant, seigneur d'Argy, marquis d'Humières, baron de Preuilly, fils du précédent[Note 3].
- 1648-1694 : Louis IV de Crévant d'Humières, fils du précédent. Il est fait Maréchal de France en 1668.
- 1694-1699 : Charles-Louis de Hautefort, marquis de Surville, baron de Preuilly. Il avait reçu en dot la baronnie de Preuilly, par son épouse Anne-Louise de Crévant d'Humières[9].
- 1699-1728 : Louis-Nicolas Le Tonnelier de Breteuil, achète la baronnie à Anne-Louise de Crevant, héritière du Maréchal d'Humières.
- 1728-1731 : Charles-Auguste Le Tonnelier de Breteuil, baron de Preuilly, fils du précédent. Capitaine de cavalerie, il meurt jeune en 1731, au château d'Azay-le-Ferron[10].
- 1731-? : Louis-Charles-Auguste Le Tonnelier de Breteuil, fils du précédent, né en 1730, baron de Preuilly, à son plus jeune âge. Il deviendra plus tard ambassadeur de Louis XV, puis ministre de Louis XVI. Il meurt en 1807.
- ?-1741 : François-Victor Le Tonnelier de Breteuil, baron de Preuilly. Né en 1686, c'est le neveu de Louis-Nicolas Le Tonnelier de Breteuil. Il deviendra ministre de la Guerre sous Louis XV[11].
- 1741- vers 1767 : Louis-François, marquis de Galliffet, seigneur d'Honon, acquiert la baronnie de la famille de Breteuil.
- 1767-1786 : Jean-Baptiste Hyacinthe-Marie du Tertre, marquis de Sancé, acquiert la baronnie de la famille de Galliffet vers 1767[12].
- 1786-1789 : Louis-Charles-Armand des Landes de Blanville, marquis de Blanville, est le dernier baron de Preuilly[13].